# Lingua speciale
Una lingua speciale è una varietà diafasica di lingua utilizzata da una "minoranza di esperti" di una determinata materia o ambito lavorativo allo scopo di rendere più chiare, veloci, precise ed efficaci la comunicazione e la collaborazione tra i membri del gruppo.
In questo senso, tali varietà risultano fortemente caratterizzate in relazione all'argomento della comunicazione (ad esempio, la lingua usata nei testi di argomento scientifico, sportivo, automobilistico, bellico ecc.), agli ambiti culturali e professionali al cui interno vengono adottate (ad esempio, la lingua della pubblicità, dei telegiornali, del giornalismo sportivo ecc.) oppure al ruolo o alla posizione sociale di coloro che più usualmente le impiegano (ad esempio, il linguaggio giovanile o la lingua degli studenti, della malavita, dei religiosi ecc.).
Talvolta si usa anche il termine "linguaggio settoriale", che però, a differenza di "lingua speciale", evidenzia il riferimento a codici non verbali, come è il caso delle formule chimiche. In qualche caso per "linguaggi settoriali" si intendono varietà "non rigidamente codificate", come è il caso del linguaggio musicale, di quello matematico, del linguaggio televisivo, del linguaggio politico o del linguaggio giornalistico. Altri sinonimi di "lingua speciale" sono "sottocodice" e "microlingua" (o "microlingua scientifico-professionale").
Si dice tecnicismo o termine tecnico (o anche solo "termine") il lemma che appartiene ad un linguaggio settoriale. Lo studio dei termini tecnici si chiama "terminologia".

## Caratteristiche
Oltre alla condivisione da parte di latori di un sapere specialistico, altre caratteristiche fondamentali delle lingue speciali sono l'uso di un lessico speciale, per lo più oscuro ai non addetti ai lavori, e la tendenza di questo lessico alla monosemia (mentre l'uso comune della lingua è sostanzialmente polisemico).
Le lingue speciali, poi, tendono a preferire i sintagmi nominali ai sintagmi verbali (e operano le opportune trasformazioni), tendono a rimuovere l'agente, in particolare con costruzioni senza soggetto esplicito o al passivo ("risulta provato", "se ne desume", "è stato rilevato che", "è stato segnalato che"). Si caratterizzano, infine, per una particolare cura della coesione testuale.
Nelle lingue speciali si cerca di attribuire ai lessemi una funzione esclusivamente denotativa, mentre nella lingua comune non è escluso il ricorso a molti lessemi e alla loro funzione connotativa. Inoltre il linguaggio della scienza ordina gerarchicamente il proprio vocabolario (intendendo per vocabolario "una parte delimitata del lessico").
Rigorosità e rigidità di un dato vocabolario tecnico dipendono dalle esigenze di ciascun settore: si va dall'estremo del linguaggio scientifico alla terminologia propria dei diversi hobby (giardinaggio, falegnameria ecc.) o dell'artigianato o delle manifestazioni legate all'intrattenimento e all'agonismo (sport, caccia, pesca, navigazione ecc.). All'interno delle varie lingue speciali esistono poi diversi sottocodici, come quello della fisica nucleare o quello di un determinato sport.
Minore è l'esigenza di rigore e univocità, maggiore può essere la varietà, anche a livello regionale. Si assiste però, con la tecnologia moderna, ad un'omogenizzazione linguistica, legata all'omogenizzazione dei processi produttivi.

### Specificità lessicali
L'aspetto che caratterizza in maniera più evidente una lingua settoriale è sicuramente la specificità del lessico, intendendo con ciò:
- il fatto che ciascuna di esse si riservi un'area più o meno vasta, di termini suoi propri (non utilizzabili dalla lingua comune né da altre lingue settoriali);
- il fatto che in ognuna di esse sussista una gamma più o meno ampia di termini che, pur utilizzabili nella lingua comune o in un'altra lingua settoriale, assumono significati differenti rispetto a queste.

Ad esempio, i termini pacciamatura, cotangente, spinterogeno, oblare e orzare fanno parte, rispettivamente, della lingua dell'agricoltura, della geometria, della meccanica automobilistica, della burocrazia e della nautica; difficilmente si troveranno impiegati in ambiti culturali diversi.
D'altra parte, un termine come ala, che nel linguaggio comune indica l'organo di volo degli uccelli (e, per estensione, le due superfici laterali che sostengono il volo degli aerei), nella lingua della nautica indica la corda che serve ad alzare ed abbassare certe vele, mentre in quella di alcuni sport di squadra indica il ruolo e la posizione di alcuni giocatori, e in quella dell'architettura le parti laterali di un edificio; un termine come albero, oltre ad indicare comunemente tutte le piante a fusto lungo e legnoso che si espande in rami nella parte superiore, indica, nella lingua della meccanica, l'asse metallico che trasmette il movimento ad altre parti di una macchina, in quella della sociologia le articolazioni di ascendenza e discendenza di una famiglia, in quella della nautica l'antenna che regge le vele.

### Altre specificità
Le specificità delle lingue settoriali consistono, però, oltre che nella esclusività di una certa gamma di elementi lessicali o nella tipicità dei loro significati, anche in altri aspetti meno appariscenti, ma non per questo meno significativi. Ad esempio:
- il linguaggio scientifico si distingue per l'orientamento informativo, per il suo rigoroso impianto consequenziale, per il costante ricorso all'argomentazione probativa, per l'accentuato livello di intratestualità e intertestualità, con l'inserzione di note, citazioni letterali, rinvii a paragrafi dello stesso testo o riferimenti ad altri testi ecc.;
- la lingua della pubblicità presenta abbondanza di giochi di parole, paradossi, ambiguità semantiche, allusioni, costruzioni frasali insolite, il tutto in un impianto di discorso orientato, in maniera più o meno palese, alla funzione conativa.

## I tecnicismi
Una lingua speciale, sul piano lessicale, presenta delle particolarità tese da un lato a ottenere un riferimento quanto più preciso e univoco possibile a significati spesso estranei alla vita quotidiana e al linguaggio comune che in essa è usato, e dall'altro ad attribuire al testo "tecnico" uno stile peculiare. Questi lemmi sono detti "tecnicismi". In particolare, il termine si profila come una denominazione che rimanda a un concetto. Si parla dunque di definizione terminologica, distinta dalla definizione lessicografica, che afferisce al lessema.
L'univocità di questi vocaboli si riflette nel rapporto tra i tecnicismi nelle diverse lingue, che tendono ad essere traducibili univocamente.
I tecnicismi possono essere creati in seno allo stesso ambito o disciplina che li utilizza: in Occidente si ricorre tipicamente all'affissazione di una base o alla composizione, con l'uso di prefissoidi tratti dal greco o dal latino, come accade con molte parole del linguaggio della medicina; nel campo della chimica è tipico il ricorso a suffissi. Un altro processo di creazione di tecnicismi (detto "tecnificazione") consiste nella rideterminazione di parole preesistenti (una forma di neologismo semantico), che un tempo avevano (o che continuano ad avere) un'altra accezione nella lingua comune (come nel caso del termine lavoro usato in fisica).
I processi di formazione dei tecnicismi hanno delle importanti caratteristiche:
- Gli elementi formativi sono relativamente pochi.
- I vocaboli prodotti sono generalmente molto trasparenti.
- Le classi di vocaboli sono aperte.

Si distinguono poi "tecnicismi specifici" (TS) e "tecnicismi collaterali" (TC).
- I tecnicismi specifici sono quei termini che si riferiscono specificamente e univocamente agli oggetti, ai concetti e agli eventi descritti da una determinata disciplina o relativi ad uno specifico ambito lavorativo (ad esempio, termini come mucosa, in campo medico, o reato, in campo giuridico ecc.). Per queste ragioni, i tecnicismi specifici non sono in generale sostituibili.
- I tecnicismi collaterali sono invece termini ed espressioni che fanno effettivamente parte anche del linguaggio non specialistico, ma sono usati attivamente nella lingua speciale in luogo di altre espressioni spesso più semplici e comuni (ad esempio, nel linguaggio burocratico, espletare anziché svolgere o quiescenza anziché pensione).[2] L'utilizzo di questo secondo tipo di tecnicismi non risponde all'esigenza di denotare con precisione e univocamente, ma piuttosto a quella di produrre un testo che sia caratterizzato da un particolare stile, sia sul piano sintattico che lessicale, in modo da rendere facilmente riconoscibile la provenienza tanto del testo quanto del suo autore.

### Transfert e tecnificazione
I processi di risemantizzazione, nelle lingue speciali, sono di due tipi.
- Il "transfert" è una risemantizzazione "orizzontale": un vocabolo o una locuzione appartenente ad una certa lingua speciale passa a un'altra, con ciò cambiando del tutto o solo in parte il proprio significato. Tale processo è piuttosto frequente nelle scienze dure. Così, ad esempio, abbiamo un termine vettore in matematica e poi un termine vettore in astronautica. Il verso dei transfert è di solito determinato dalla tecnicità delle diverse lingue speciali: saranno normalmente le lingue speciali a tecnicità più bassa a prendere in prestito vocaboli da altre lingue speciali, risemantizzandoli. Così, ad esempio, "il calcio ha preso dalla matematica il termine diagonale, ma un testo di geometria non chiamerebbe certo traversone la retta che unisce gli angoli opposti di un poligono".[18]
- La "tecnificazione" è una risemantizzazione "verticale": un vocabolo della lingua comune passa ad una o a più lingue speciali. Alcuni esempi di vocaboli tecnificati sono forza, momento, campo in fisica; altezza e profondità in geometria; potenza e resto in matematica.[18]